# واشی

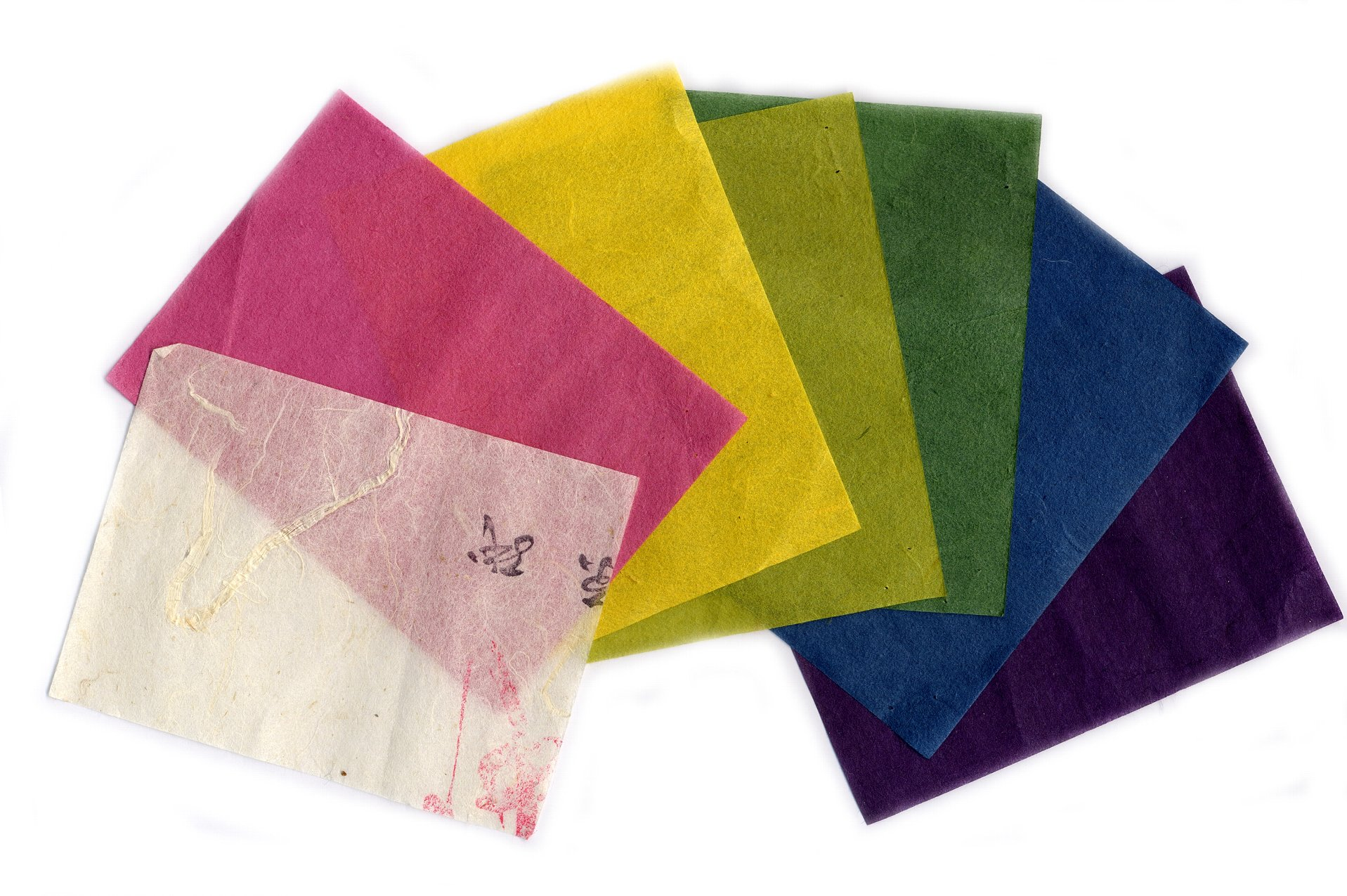
سوگی‌هاراگامی 杉原紙، نوعی واشی.

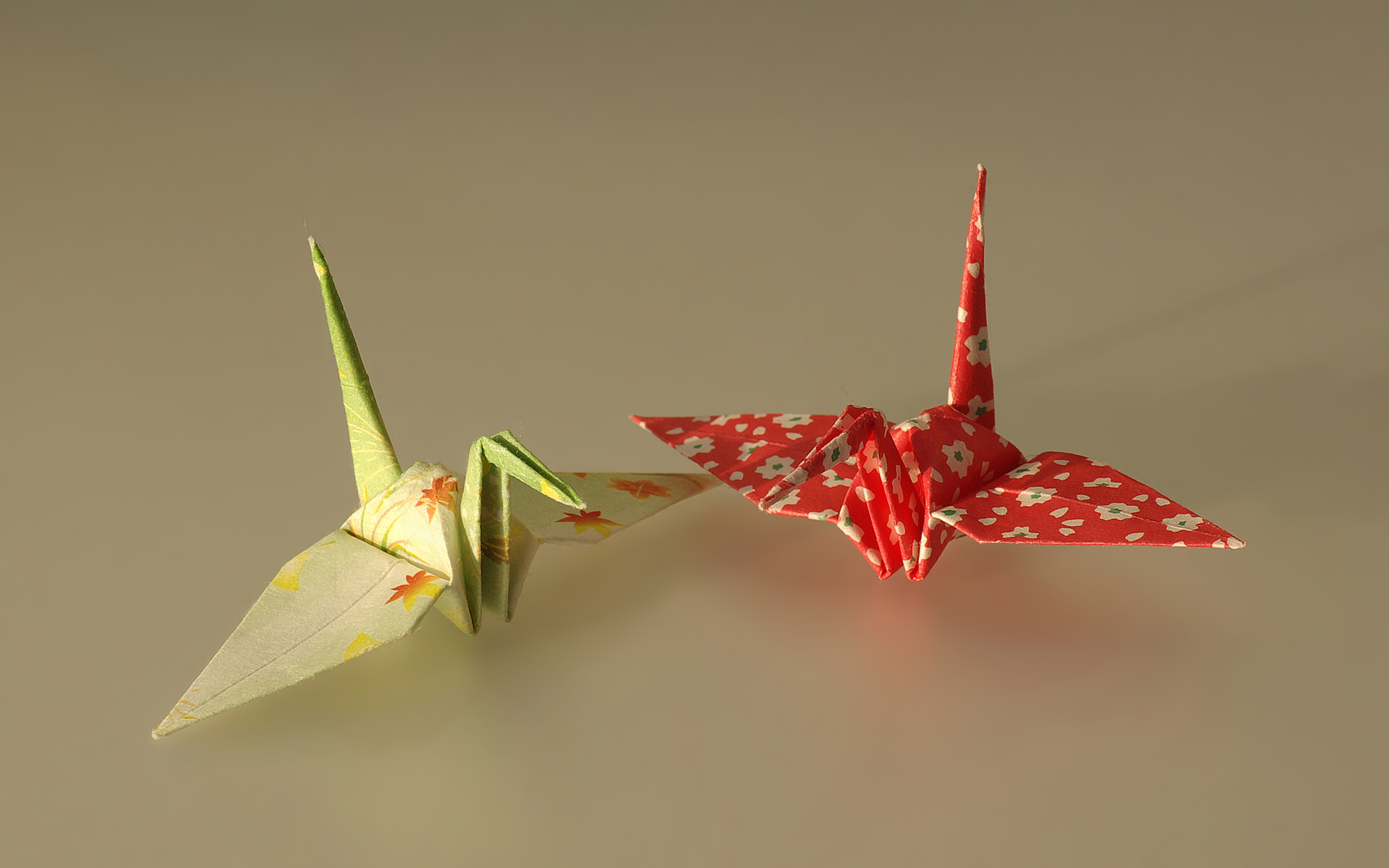
اوریگامی مرغ ماهیخوار با کاغذ واشی

 واشی  یا  واگامی (به ژاپنی: わし/わがみ،  和紙) نوعی کاغذ ژاپنی است که از الیاف پوست بعضی از درختان یا خیزران و برنج و گندم درست می‌شود. واشی از دو واژه وا 和 به معنای ژاپنی و شی 紙 به معنای کاغذ تشکیل شده است و هنگامی برای توصیف محصول به کار می‌رود که کاغذ یاد شده به روش سنتی و دست‌ساز تولید شده باشد. از کاغذ واشی در هنرهای سنتی ژاپنی نظیر اوریگامی، شودو (خطاطی) و اوکی‌یوئه استفاده می شود.